# میروسلاو انچف
میروسلاو انچف (بلغاری: Мирослав Енчев؛ زادهٔ ۸ اوت ۱۹۹۱) بازیکن فوتبال اهل بلغارستان است.